# Alisha Ossowski
Alisha Ossowski est une ancienne joueuse allemande de volley-ball née le 26 mars 1995 à Herdecke. Elle mesure 1,80 m et jouait au poste de réceptionneuse-attaquante. 

## Clubs
| Club        | De        | À         |
| ----------- | --------- | --------- |
| TV Asseln   | 2001-2002 | 2003-2004 |
| TV Hörde    | 2004-2005 | 2008-2009 |
| TV Werne    | 2009-2010 | 2009-2010 |
| USC Münster | 2010-2011 | 2016-2017 |